# موغلان
موغلان (به ازبکی: Muglan) یک منطقهٔ مسکونی در ازبکستان است که در شهرستان کسبی واقع شده‌است. موغلان ۲۳٬۲۰۰ نفر جمعیت دارد.